# Miljevići (Prijepolje)
Pour les articles homonymes, voir Miljevići.
Miljevići (en serbe cyrillique : Миљевићи) est un village de Serbie situé dans la municipalité de Prijepolje, district de Zlatibor. Au recensement de 2011, il comptait 473 habitants.

## Démographie

### Évolution historique de la population
| 1948 | 1953 | 1961 | 1971 | 1981 | 1991 | 2002 | 2011 |
| ---- | ---- | ---- | ---- | ---- | ---- | ---- | ---- |
| 503  | 558  | 617  | 629  | 649  | 625  | 455  | 473  |

|  |